# القوات العسكرية السعودية
القوات العسكرية السعودية المشتركة هي كافة القوات العسكرية للمملكة العربية السعودية المستقلة عن الأخرى وهي القوات المسلحة السعودية التابعة لوزارة الدفاع والحرس الوطني السعودي التابع لوزارة الحرس الوطني وحرس الحدود التابع لوزارة الداخلية والحرس الملكي السعودي التابع لرئاسة الحرس الملكي وقوات العمليات الخاصة التابعة لرئاسة أمن الدولة ووحدة الأمن الخاص التابعة لرئاسة الاستخبارات العامة.
منذ نشأتها في منتصف القرن الثاني عشر الهجري (الثامن عشر الميلادي) المتصلة بإعلان قيام الدولة السعودية الأولى في قلب شبه الجزيرة العربية على يد الأمام محمد بن سعود، لعبت الجيوش العربية السعودية دورًا حاسمًا في مـد نفوذ الدولة وحدودها، ولأكثر من مرة، ما بين ساحل الخليج العربي شرقًا، إلى ساحل البحر الأحمر غربًا، وامتلاكها لموانئ بحرية، مما مكنها من الاتصال التجاري بالعالم الخارجي، وكانت الحاميات البرية والبحرية، تدخل في عداد الجند الثابت في الوظيفة العسكرية. حيث يتبين أن مفهوم الخدمة العسكرية كان حاضرًا قبل ميلاد القوانين والتوسع الإداري للدولة الحديثة التي تعتبر مرحلة تكوينها، الأهم في تاريخ القوات المسلحة، إِذ قضت أكثر من ثلاثين عامًا في معارك وحروب طاحنة، على أكثر من جبهة. ولقد كانت البداية عبارة عن قطاعات غير منظمة، قليلة التسليح والعتاد، لكنها استطاعت شق طريقها، وقد خرجت برقعة جغرافية شاسعة، فكان أن تأسس سلاح الطيران (القوات الجوية) إلى جانب تنظيم الدائرة العسكرية (رئاسة الأركان) القائمة منذ أواسط عام 1344ھ (ديسمبر 1925م) في الطائف، ثم أُقيمت (وكالة) الدفاع، فنظمت أطر الجيش العليا، وصهرت فرق المقاتلين في بوتقة عسكرية حديثة.
يبلغ تعداد القوات العسكرية حوالي مليون و480 ألف وهي كالاتي القوات البرية الملكية تقريباً 225 ألف مقاتل ينشط في 8 مدن عسكرية وبحوالي 1300 دبابة و5500 عربة قتالية ثقيلة و17000 عربة نقل قتالية وأكثر من 750 من مدافع الهاوتزر بما في ذلك 50 من قاذفات الصواريخ المُصفحة من طراز M270، فيما يمتلك طيران الجيش ما يقرب من 82 مروحية هجومية من طراز الأباتشي، المروحية المتعددة المهام، والتي طبقًا للشركة المُصنعة لها فإنها يمكنها تحديد 128 هدفًا في أقل من دقيقة، وتمتلك القوات الجوية الملكية تقريباً 40 ألف موظف نشط ويتميز الطيران الحربي بقوته الضاربة، حيث يحتوي على حوالي 1,106 طائرة بالإضافة إلى 15 مهبطًا جاهزًا للعمل، ويقدر تعداد قوات البحرية الملكية تقريباً 45 ألف مقاتل بحري موزعين على 4 قواعد بحرية وأسطولين بحريين. فيما تمتلك قوات الدفاع الجوي وقوة الصواريخ الاستراتيجية تقريباً 10 ألف جندي موزعين على 7 قواعد إستراتيجية، بالإضافة إلى القوات المستقلة عن القوات المسلحة. الحرس الوطني التابع لوزارة الحرس الوطني والذي يُعتبر بمثابة قوة رديفة للقوات المُسلحة نظراً لامتلاكه قوات برية وأنظمة دفاع جوي وقوة طيران ينشط في الحرس حوالي 1000.000 فرد. وحوالي 50.000 فرد في قوات حرس الحدود التابع لوزارة الداخلية حرس الحدود هي القوات المسؤولة عن حماية الحدود البرية والبحرية والأجواء المنخفضة. ويوجد حوالي 12.000 فرد في قوات الحرس الملكي التابع لرئاسة الحرس الملكي. ارتفع الإنفاق العسكري في المملكة في عام 2017 بنسبة 9.2% بعد انخفاض في 2016 ، وبلغ 69.4 مليار دولار وذلك طبقاً لتقريرمعهد ستوكهولم الدولي لأبحاث السلام 

## التاريخ

### نشأة العسكرية

#### جيش الإخوان

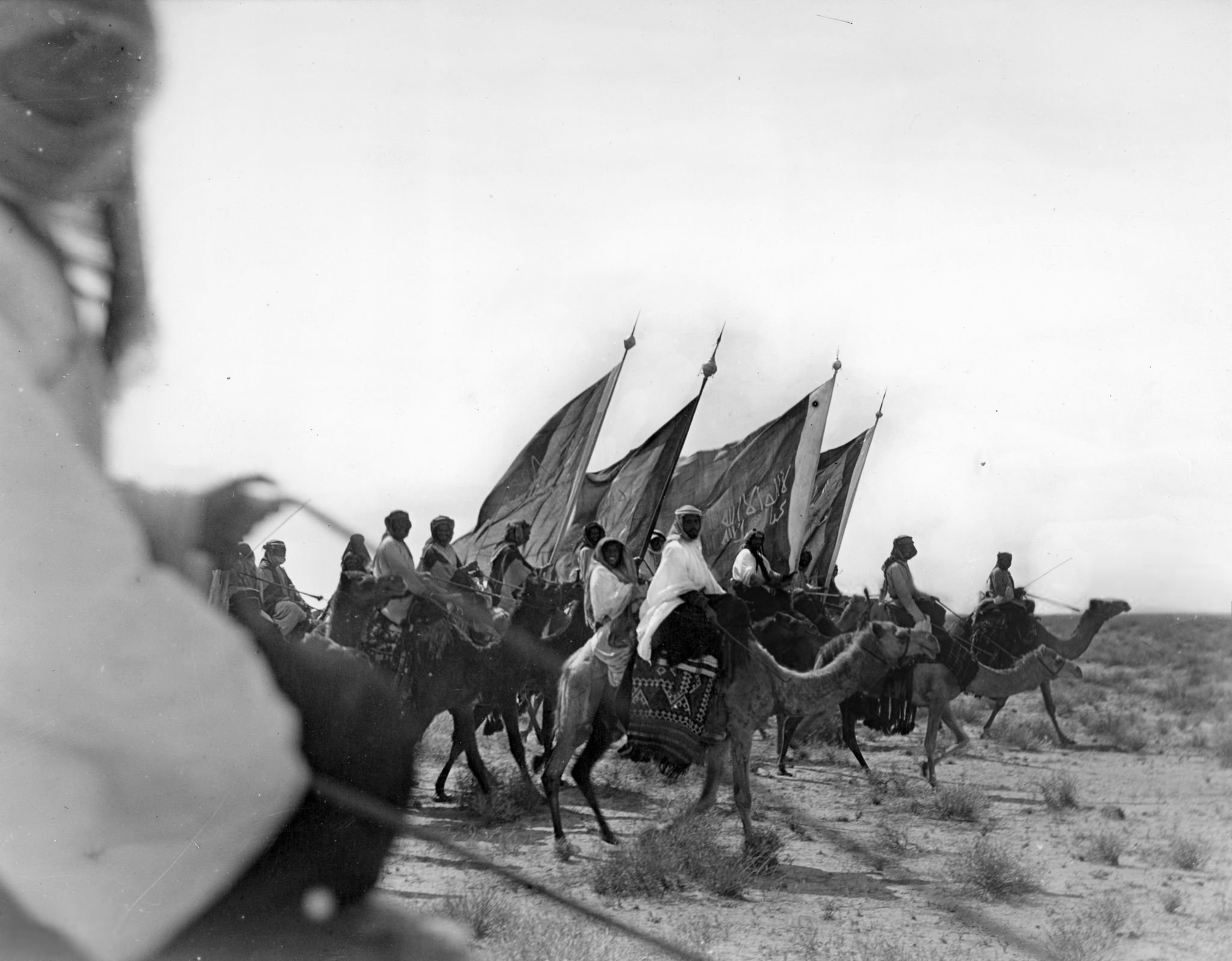
جيش الإخوان

الإخوان أوإخوان من طاع الله هم البدو الذين هجروا حياة البداوة واستقروا في الهجر لدراسة العلوم الشرعية ويستجيبون للجهاد في سبيل الله متى جاءهم النداء، ويعملون في الزراعة في أوقات السلم حتى لا يكونوا عالة على الدولة، وميزوا أنفسهم عن الآخرين بقطعة من القماش الأبيض يلفونها على رؤوسهم تسمى «معم» وهي كفن أحدهم إذا مات. بدأت تظهر قوة الإخوان عندما بدأ الملك عبدالعزيز بإنشاء الهجر ابتداء من عام 1911م ومن هنا تبدأ المرحلة الثانية من مراحل بناء القوة الحربية للملك عبدالعزيز. وعلى هذا فإن إنشاء الهجر يمثل فترة انتقال من القوة التقليدية إلى القوة شبه النظامية التي ظهرت مع الإخوان.
أما الهجر فهي أماكن أعدت لتجمع أفرادًا من البادية ليستقروا ويتركوا حياة الترحال. وكان الملك عبدالعزيز يعين بقعة من الأرض فيها ماء لقبيلة أو فخذ من قبيلة فتنزح إليها، وغالبًا ما تكون في أرض تلك القبيلة نفسها. فإذا استقرت فيها قدم لها بعض المساعدات لبناء المساكن والمساجد وحفر الآبار، وهكذا خرج مشروع الهجر إلى حيز الوجود. والهجر مهد الإخوان جيش الملك عبدالعزيز، المحاربون القدامى الذين تكونت منهم فيما بعد فرق المجاهدين النواة الأولى للحرس الوطني.
وانتشرت الهجر في فترة وجيزة حتى أصبحت وكأنها ثكنات عسكرية تغطي معظم البلاد النجدية.
استطاع الملك عبدالعزيز أن يحول الإخوان سكان الهجر إلى أكبر قوة عسكرية في جزيرة العرب. فكانوا خير معين له في تأسيس الدولة وتوحيدها، فقد بلغ عددهم عام (1344هـ / 1925م) ستة وسبعين ألفًا وخمسمائة (76.500) مقاتل. وأثناء ثورة الأدارسة سنة 1932م أشار الملك عبدالعزيز إلى أن قواته من الإخوان وغيرهم يبلغ تعدادها أربعمائة ألف مقاتل.
وعندما استقرت الأوضاع، بعد انتهاء حروب توحيد المملكة، دخلت التنظيمات العسكرية في طور جديد يتناسب مع أطوار النمو في كافة المجالات، ألغيت تشكيلات فرق الإخوان، فألحق بعضها بالوحدات العسكرية النظامية وبالشرطة، وتكونت من بعضها نواة الهجانة التي تشكلت منها فيما بعد ألوية الجهاد، النواة الأولى للحرس الوطني، وهذا لا يعني اختفاء قوة الإخوان نهائيا وإنما استمر وجودهم بعد انشقاق فريق منهم في معركة السبلة عام (1347هـ \ 1929م)، فقد شارك بعضهم في القضاء على ثورة الأدارسة وحرب اليمن عام 1934م.
ثم تكون قطاع المجاهدين عام 1347هـ من المحاربين الذين حاربوا مع عبد العزيز آل سعود، والذي كان يطلق عليهم مسمى «أهل الجهاد»، وبقي مسمى المجاهدين حتى الوقت الحالي، حيث كانوا بمثابة الجيش والأمن العام آنذاك، وبعد أن استقرت الأمور وتوحدت البلاد واستتب الأمن، بدأ عبد العزيز آل سعود في تكوين أجهزة الدولة التي تُعنى بشؤون الحكم ومنها الشؤون العسكرية، ومن بينهم المجاهدين الذين شاركوا تحت قيادته في توحيد البلاد. المجاهدين ساندوا عبد العزيز آل سعود في استعادة الرياض عام (1319هـ \ 1902). ثم انضمت إليها فرقة الإخوان بعد تأسيس الهجر من قبل عبد العزيز آل سعود، وهذه القوة لا تشكل أي أعباء مالية على الدولة إذ كانوا يتكفلون بأسلحتهم وعتادهم. وقد ساهمت تلك القوة في توحيد البلاد تحت قيادة قائدها عبد العزيز آل سعود.

### التوسع الإداري
تأسس الجيش النظامي للمملكة العربية السعودية في عام (1319هـ \ 1902م)، على يد عبد العزيز آل سعود في جهود لتوحيد البلاد في إطار دولة سعودية حديثة تعيد المناطق والأقاليم التي كانت تابعة للدولة السعودية الأولى والثانية.كان عدد الجيش العربي السعودي في بدايته ستين رجلًا فقط، قادهم عبد العزيز آل سعود في معركة الرياض عام (1319هـ \ 1902م). وباستعادة الرياض، وضع عبد العزيز آل سعود اللبنة الأولى في بناء الدولة، ومرحلة التوحيد. وتعد مرحلة ما بعد استرداد الرياض، أهم المراحل في تاريخ عبد العزيز آل سعود، إذ قضى أكثر من عشرين عامًا في معارك وحروب، على أكثر من جبهة.

#### الدائرة العسكرية
في عام 1344هـ قرر عبد العزيز آل سعود إنشاء جيش نظامي يكون ولاؤه للدولة قبل الولاء القبلي أو الإقليمي، وبمجرد أن عاد عبد العزيز آل سعود إلى الحجاز أمر بإحداث مديرية الأمور العسكرية عام (1348هـ \ 1929م) لتشرف على تلك الوحدات واستقدم من سوريا لإدارتها نبيه العظمة ومعه فوزي القاوقجي مساعدا وأمر بتشكيل أول نواة لوحدات الجيش العربي السعودي النظامي من ثلاثة قطاعات سميت أفواج المشاة والمدفعية والرشاشات وكان الفوج يتراوح ما بين 659 إلى 962 فردا وكان قطاع الرشاشات يتكون من أربع سرايا في السرية حوالي 112 فردا، وثماني قطع رشاش بعض أسلحتها من تلك التي غنمت في معارك التوحيد وقد أخذت هذه القوة النظامية تنمو تدريجيا إلى أن أسس في العام نفسه مديرية خاصة للشئون العسكرية تعني بشؤون الجند وتشرف على هذه القوة وكان مقرها الرئيسي مكة المكرمة وعدت أول نواة لتكوين الجيش النظامي. في العام نفسه صدر مرسوم ملكي بتعيين حمدي بك الياور مديرا مؤقتا لمديرية الأمور العسكرية.
وفي عام (1351هـ \ 1932م) صدر مرسوم ملكي بتوحيد أرجاء البلاد في دولة كبرى بأسم المملكة العربية السعودية، واعتبر هذا التاريخ اليوم الوطني للمملكة

##### رئاسة الأركان
في عام (1358هـ \ 1939م) ألغيت مديرية الأمور العسكرية وشكلت بدلا عنها في نفس السنة رئاسة أركان حرب الجيش مرتبطة بوكالة الدفاع فبدأت هذه الرئاسة بتنظيم الجيش وتوحيد الزي العسكري لمنسوبيه وتحديد الشارات المميزة له، كما تم تشكيل أول فرقة مدرعة سميت الفرقة الأولى المدرعة للجيش وألحقت بالحرس الملكي بالرياض بعد إتمام تدريبها، وشكلت بعد ذلك الفرقة الأولى للخيالة (الفرسان)، وشكلت أول فوج مشاة متكامل، وبعد ذلك انتقلت رئاسة هيئة أركان حرب الجيش إلى الرياض تبعا لوكالة الدفاع ونتيجة للتوسع الهائل في أعمال الدفاع وزيادة متطلباته صدر بتاريخ (1363هـ \ 1943م) مرسوم ملكي يقضي بإنشاء وزارة للدفاع لتحل بدلا عن وكالة الدفاع.

#### وكالة الدفاع
عندما زاد عدد القوات النظامية وكثرت الأعباء الإدارية والتنظيمية فوق مقدرة مديرية الأمور العسكرية، أقتضت الحاجة تشكيل وكالة للدفاع مع استمرار وجود مديرية الأمور العسكرية وذلك في عام (1353هـ \1934م) وجعل مقرها مدينة الطائف، كما عين الشيخ عبدالله بن سليمان أول وكيل لوكالة الدفاع في تشكيلها الجديد بالإضافة إلى مهامه كوزير مالية رافق ذلك أعادة تشكيل وحدات الجيش إلى سلاح المشاة، وسلاح المدفعية، وسلاح الفرسان، وشكلت منها أفواج وكتائب وألوية زودت بأفضل الأسلحة آنذاك من رشاشات ومدافع وماتحتاجه من وسائل النقل وأجهزة اللاسلكي ووزعت على أنحاء المملكة حسب الحاجة الدفاعية، وأنشئت لها مدرسة عسكرية في مدينة الطائف عام (1353هـ \ 1934م) للاستفادة منها في تخريج العسكريين وتدريبهم، إلا أنها ألغيت فيما بعد لانتفاء الحاجة إليها وبتوحيد المملكة تعددت المهام العسكرية وتنوعت اختصاصاتها فأعيد في عام (1355هـ \ 1936م) تشكيل المدرسة العسكرية في الطائف التي أصبحت مركزا للتدريب.

##### وزارة الدفاع والمفتشية
بعد إنشاء وزارة الدفاع والطيران والمفتشية العامة عين الأمير منصور بن عبدالعزيز أول وزير لها، عندئذ بدأ احضار الخبراء للاستفادة من خبراتهم في مجالات التدريب المختلفة، كما تم ابتعاث عدد من منسوبي الجيش العربي السعودي إلى البلاد العربية والصديقة للدراسة والتدريب، وأسست أولى المدارس للإشارة، واللاسلكي ومدرسة للصحة والإسعاف، وبهذا اكتمل تأسيس اللبنة الأولى للجيش العربي السعودي والقوات البرية. وبعد وفاة الأمير منصور بن عبدالعزيز في عام (1370هـ \ 1951م) عين خلفا له الأمير مشعل بن عبدالعزيز وزيرا للدفاع في 1370هـ \ 1951م. وبتاريخ (1373هـ \ 1953م) توفي عبد العزيز آل سعود ليتولى بعد ذلك بفترة الأمير فهد بن سعود بن عبد العزيز بتاريخ (1376هـ \ 1956م) ثم تولاها من بعده الأمير محمد بن سعود بن عبدالعزيز بتاريخ (1380هـ \ 1960م). وكانت بداية التطور الحديث والعصر الذهبي للقوات المسلحة السعودية عندما صدرت الأوامر الملكية بتاريخ (1382هـ \ 1962م) بتعيين الأمير سلطان بن عبد العزيز آل سعود وزيرا للدفاع والطيران ومفتشا عاما للجيش. وعندما توسعت أعمال وزارة الدفاع والطيران تم بتاريخ (1389هـ \ 1969م) الأمير تركي بن عبدالعزيز آل سعود نائبا لوزير الدفاع والطيران والمفتش العام وفي عام (1403هـ \ 1982م) صدر الأمر الملكي بتعيين الأمير عبدالرحمن بن عبدالعزيز آل سعود نائبا لوزير الدفاع والطيران والمفتش العام ليكون الساعد الأيمن لوزير الدفاع والطيران والمفتش العام. وصدر هام (1396هـ \ 1976م) توجيهات باقرار أول تنظيم يعدل مسمى الجيش العربي السعودي إلى القوات البرية الملكية السعودية، وتمت إعادة تشكيل رئاسة هيئة أركان حرب الجيش لتصبح رئاسة هيئة الأركان العامة للقوات المسلحة السعودية حيث شكلت القوات البرية.وفي عام (1432هـ \ 5 نوفمبر 2011م) أصدر الملك عبد الله بن عبد العزيز آل سعود أمرًا ملكيًا بتعديل اسم «وزارة الدفاع والطيران والمفتشية العامة» ليصبح «وزارة الدفاع». وبعد وفاة الأمير سلطان بن عبد العزيز ولي العهد نائب رئيس مجلس الوزراء وزير الدفاع والطيران والمفتش العام وبتاريخ (9 ذو الحجة 1432 هـ \ 5 نوفمبر 2011) أصدر خادم الحرمين الشريفين الملك عبد الله بن عبد العزيز أمرًا ملكيًا بتعيين الأمير سلمان بن عبد العزيز وزيرًا للدفاع وبعد وفاة خادم الحرمين الشريفين الملك عبد الله بن عبد العزيز أصبح الأمير سلمان بن عبد العزيز ملك للمملكة العربية السعودية وأصبح الأمير محمد بن سلمان وزيرًا للدفاع خلفًا لوالده الذي بويع ملكًا للبلاد.

## معارك وحروب

### حروب تأسيس السعودية
| - معركة الرياض 1902 م - معركة الدلم 1903 م - معركة جو لبن 1903 م - معركة البكيرية 1904 م - معركة الشنانة 1904 م - معركة روضة مهنا 1906 م - معركة الطرفية 1907 م - معركة الأحساء 1913 م | - معركة كنزان 1915 م - معركة جراب 1915 م - معركة تربة 1919 م - معركة حمض 1920 م - معركة الجهراء 1920 م - معركة حجلا 1920 م - معركة النيصية 1921 م | - معركة حائل 1921 م - معركة حرملة 1923 م - معركة الطائف 1924 م - معركة مكة المكرمة 1924 م - معركة المدينة المنورة 1925 م - معركة جدة 1925 م - معركة السبلة 1929 م - معركة القاعية 1929 م - معركة أم رضمة 1929 م - معركة نقير 1929 م |

### حروب بعد تأسيس السعودية

#### الحرب السعودية اليمنية (1934)

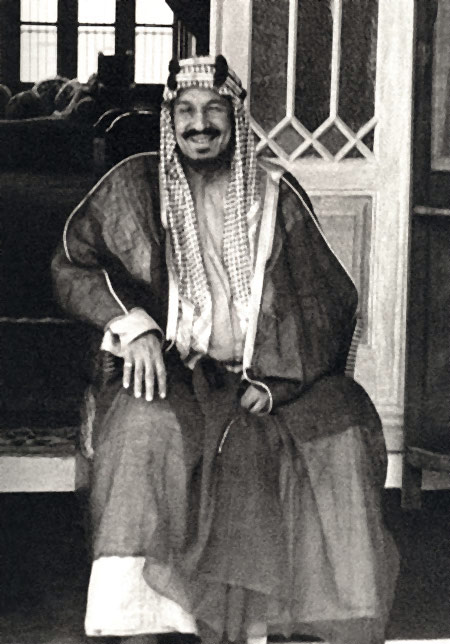
مؤسس الدولة السعودية الثالثة الملك عبدالعزيز آل سعود

قامت الحرب اليمنية السعودية بين مارس ومايو على فترات متقطعة بدأت منذ 1924 وكانت المرحلة الحاسمة عام 1934. وكانت حربا بين الأدارسة في جيزان والحديدة التابعة للإمارة الادريسية حينها والملك عبد العزيز آل سعود ولم تشتبك قوات الإمام يحيى حميد الدين مع الملك عبد العزيز آل سعود إلا في نجران. وتألفت القوات السعودية في تلك الفترة في غالبيتها من الجنود الغير نظاميين ويتم حشدهم من سكان المدن ومن رجال البادية. وكانت أسلحتهم قديمة تعود لفترة الحرب العالمية الأولى. وفي بداية الثلاثينيات وعلى إثر التمرد الذي قاده جيش الإخوان قامت الحكومة السعودية بإعادة تنظيم قواتها وتسليحها واستبدال الجنود الغير نظاميين من رجال البادية بقوات نظامية مدربة، وتزويدها بالمزيد من الأسلحة الحديثة والمدرعات. وكان التسليح الرئيسي للقوات المسلحة السعودية بنادق «لي-انفيلد»، و «روس انفيلد» البريطانية، و جي89، وبندقية ماوزر الألمانية. ودبابة كاردن ويد تانكت، وفيكرز ميديم مارك الثانية من شركة فيكرز. انتهت الحرب بانتصار الملك عبد العزيز آل سعود وسيطرته على نجران وجازان، وعسير، والحديدة، وحجة. واستسلام الإمام يحيى حميد الدين وقيامه بتوقيع معاهدة الطائف وكانت نتيجة معاهدة الطائف ضم نجران وجازان، وعسير للسعودية وانسحاب الجيش السعودي من الحديدة، وحجة.

#### حرب 48
مع بداية المناوشات أرسل مفتي فلسطين أمين الحسيني والهيئة العربية العليا في فلسطين مندوبًا إلى الملك عبد العزيزآل سعود رحمه الله، لطلب المساعدة، فأمر الملك بإرسال كمية من الذخيرة والبنادق إلى الثوار في فلسطين، وتبرع الشعب السعودي بمبلغ خمسة ملايين ريال سعودي. نص الصفحة. وأمر الملك عبد العزيزآل سعود بإرسال فرقة سعودية للجهاد في فلسطين وتوجهت الدفعة الأولى بالطائرات، فيما أرسلت بقية السرايا بالبواخر.وبلغ عدد ضباط وأفراد الفرقة قرابة ثلاثة آلاف ومائتي رجل، وفقًا لعدد من الكتب التي رصدت تلك المرحلة التاريخية.
وتعددت المواقع والمعارك التي شاركت فيها القوات السعودية على أرض فلسطين.
ومن أهم المواقع والمعارك التي شارك فيها الجيش السعودي في فلسطين معركة دير سنيد وأسدود ونجبا والمجدل وعراق سويدان والحليقات وبيرون إسحاق كراتيا وبيت طيما وبيت حنون وبيت لاهيا وغزة ورفح والعسلوج ووتبة الجيش وعلى المنطار والشيخ نوران. وقامت القوات السعودية بنسف أنابيب المياه. وعرقلة سير القوافل التي كانت تـُـمـوِّن تلك المستعمرات. واشتركت القوات السعودية في القتال على الخطوط الأمامية في غزة والمجدل. ودير سنيد. وأسدود. ونيتسايم جنبًا إلى جنب مع القوات المصرية.
كما حصلت معركة عين خفر قرب قناة السويس، وقام فيها 8300 جندي سعودي بالصمود والتصدي للجيش الإسرائيلي المكون من 31600 جندي بعد اشتباك ومحاصرة للجنود السعوديين لمدة 4 أيام، صمد فيها وانتصر الجنود السعوديون وانتهت المعركة بأسر 476 جنديًا إسرائيليًا و1784 شهيدًا من الجنود السعوديين.

#### ثورة 26 سبتمبر اليمنية

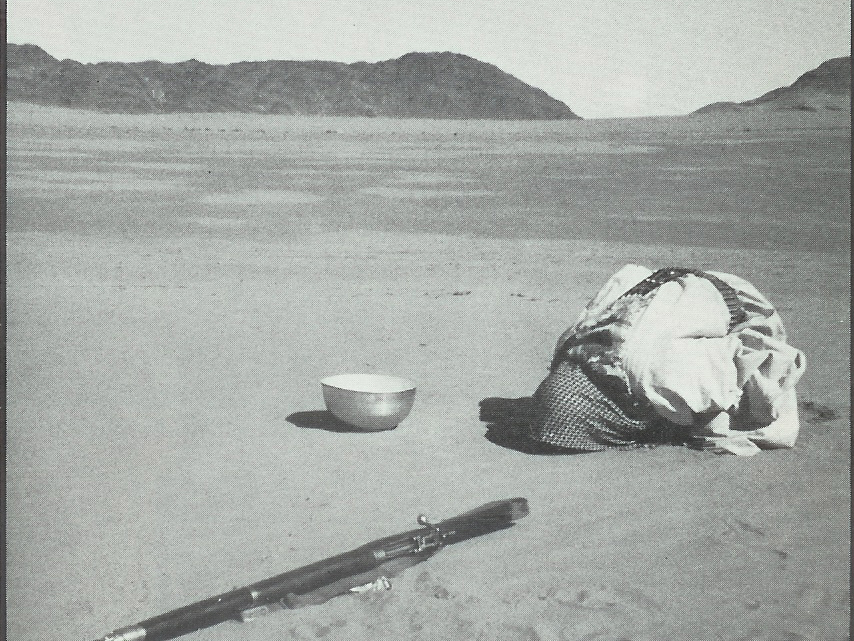
جندي يصلي في ثورة 26 سبتمبر اليمنية.

ثورة 26 سبتمبر أو حرب اليمن أو حرب شمال اليمن الأهلية هي ثورة قامت ضد المملكة المتوكلية اليمنية في شمال اليمن عام 1962 وقامت خلالها حرب أهلية بين الموالين للمملكة المتوكلية وبين المواليين للجمهوريّة العربية اليمنية واستمرت الحرب ثمان سنوات (1962 - 1970). تلقى الإمام البدر وأنصاره الدعم من السعودية والأردن وبريطانيا وتلقى الجمهوريين الدعم من مصر جمال عبد الناصر. وقد جرت معارك الحرب الضارية في المدن والأماكن الريفية. أرسل جمال عبد الناصر ما يقارب 70,000 جندي مصري وشاركت السعودية بآلاف المقاتلين من الحرس الوطني وعلى الرغم من الجهود العسكرية والدبلوماسية، وصلت الحرب إلى طريق مسدودة واستنزفت السعودية بدعمها المتواصل للإمام طاقة الجيش المصري وأثرت على مستواه في حرب 1967 وأدرك جمال عبد الناصر صعوبة إبقاء الجيش المصري في اليمن.
وقد سيطرت الفصائل الجمهورية على الحكم في نهاية الحرب وانتهت المملكة المتوكلية اليمنية وقامت الجمهورية العربية اليمنية.

#### حرب الوديعة
حرب نشبت بين المملكة العربية السعودية وجمهورية اليمن الديمقراطية الشعبية بعد أن اشتبكت القوات اليمنية الجنوبية مع القوات السعودية في مركز الوديعة على حدود البلدين في الربع الخالي في 27 نوفمبر 1969م. وقام الجيش اليمني بالهجوم على السعودية وردت السعودية بقصف جوي وهجوم بري على القوات اليمنية وانتهت بانتصار القوات السعودية وسيطرتها على الوديعة.

#### حرب أكتوبر
حرب أكتوبر أو حرب يوم الغفران هي الحرب العربية الإسرائيلية الرابعة التي شنتها كل من مصر وسوريا على إسرائيل عام 1973. بدأت الحرب في يوم 6 أكتوبر 1973 الموافق 10 رمضان 1393 هـ بهجوم مفاجئ من قبل الجيش المصري والجيش السوري على القوات الإسرائيلية التي كانت مرابطة في سيناء وهضبة الجولان.
وشاركت القوات السعودية في الحرب العربية-الإسرائيلية، ضمن الجبهة السورية، في الجولان وفي تل مرعي وخاض الجيش السعودي معارك طاحنة مع الوحدات الإسرائيلية.
وقامت السعودية بإعلان حظر نفطي لدفع الدول الغربية لإجبار إسرائيل على الانسحاب من الأراضي العربية المحتلة في حرب 1967" ، وأعلنت أنها ستوقف إمدادات النفط إلى الولايات المتحدة والبلدان الأخرى التي تؤيد إسرائيل في صراعها مع سوريا ومصر والعراق.

#### الحرب الأهلية اللبنانية
شاركت القوات المسلحة السعودية ضمن قوات الردع العربية. أرسلت هذه القوات بقيادة اللواء (المقدم في ذلك الوقت) سامي الخطيب  إلى لبنان خلال الحرب الأهلية اللبنانية في محاولة لحقن الدماء وضبط الأمن. استمر عملها حتى إتمام اتفاق الطائف في 30 سبتمبر 1989 وانتهاء الحرب الأهلية.

#### حرب الخليج الثانية

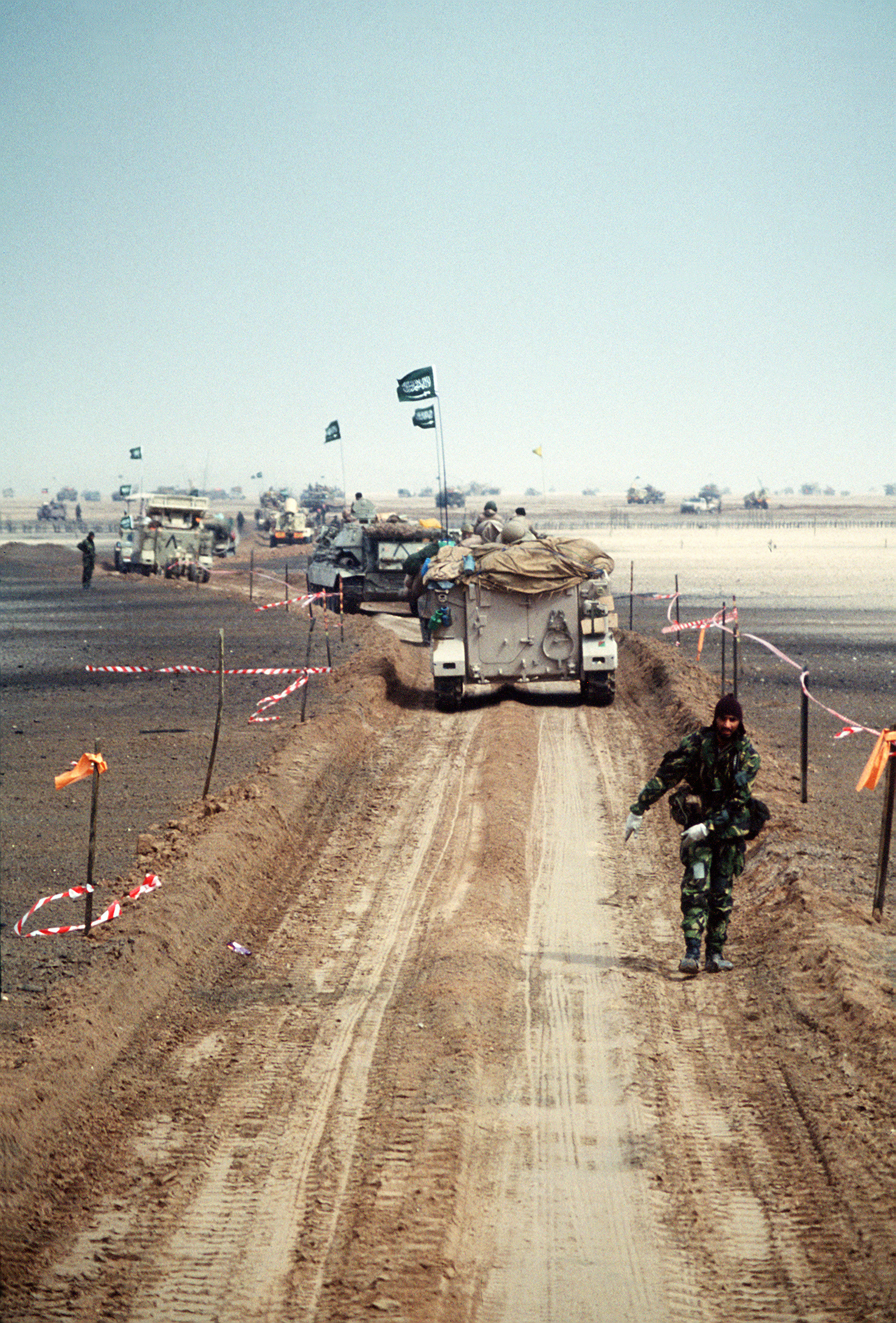
القوات البرية السعودية خلال عبورها أحد حقول الألغام.

حرب الخليج الثانية أو حرب تحرير الكويت هي حرب بدأت في 17 يناير 1991، شنتها قوات التحالف المكونة من 34 دولة بقيادة الولايات المتحدة الأمريكية ضد العراق بعد أخذ الإذن من الأمم المتحدة لتحرير الكويت من الاحتلال العراقي، الذي بدأ على إثر اتهام العراق للكويت في عام 1990 بسرقة النفط عبر الحفر بطريقة مائلة، والذي ترتب عليه فرض عقوبات اقتصادية على العراق وطالب مجلس الأمن القوات العراقية بالانسحاب من الأراضي الكويتية دون قيد أو شرط. جاء موقف المملكة العربية السعودية من بين الدول التي عارضت بشدة هذا الاحتلال وقامت بمساندة الكويت وإرسال قوات إلى الكويت . انضمت السعودية للتحالف بجيش يصل تعداده 200,000 ألف جندي واستقبلت آلاف من النازحين الكويتيين. وتعرضت السعودية للقصف من قبل القوات العراقية استعمل في القصف قنابل قنابل ذكية وقنابل عنقودية وصواريخ كروز بالإضافة إلى إطلاق صواريخ سكود على كل من مدينتي الظهران والرياض. انتصر التحالف على القوات العراقية وقام صدام حسين بسحب قواته من الكويت.

#### معركة الخفجي
هي معركة من معارك حرب الخليج الثانية حدثت بين 29 يناير و31 يناير 1991 حينما قامت القوات العراقية بحركة فاجأت توقعات قوات التحالف الدولية والتقدم مباشرة نحو المملكة العربية السعودية واحتلال مدينة الخفجي السعودية.
تطلب تحرير مدينة الخفجي حوالي 72 ساعة من القتال بين القوات العراقية من جانب وقوات التحالف الدولي ممثله في السعودية والولايات المتحدة الأمريكية من الجانب الآخر.

#### معركة مقديشو

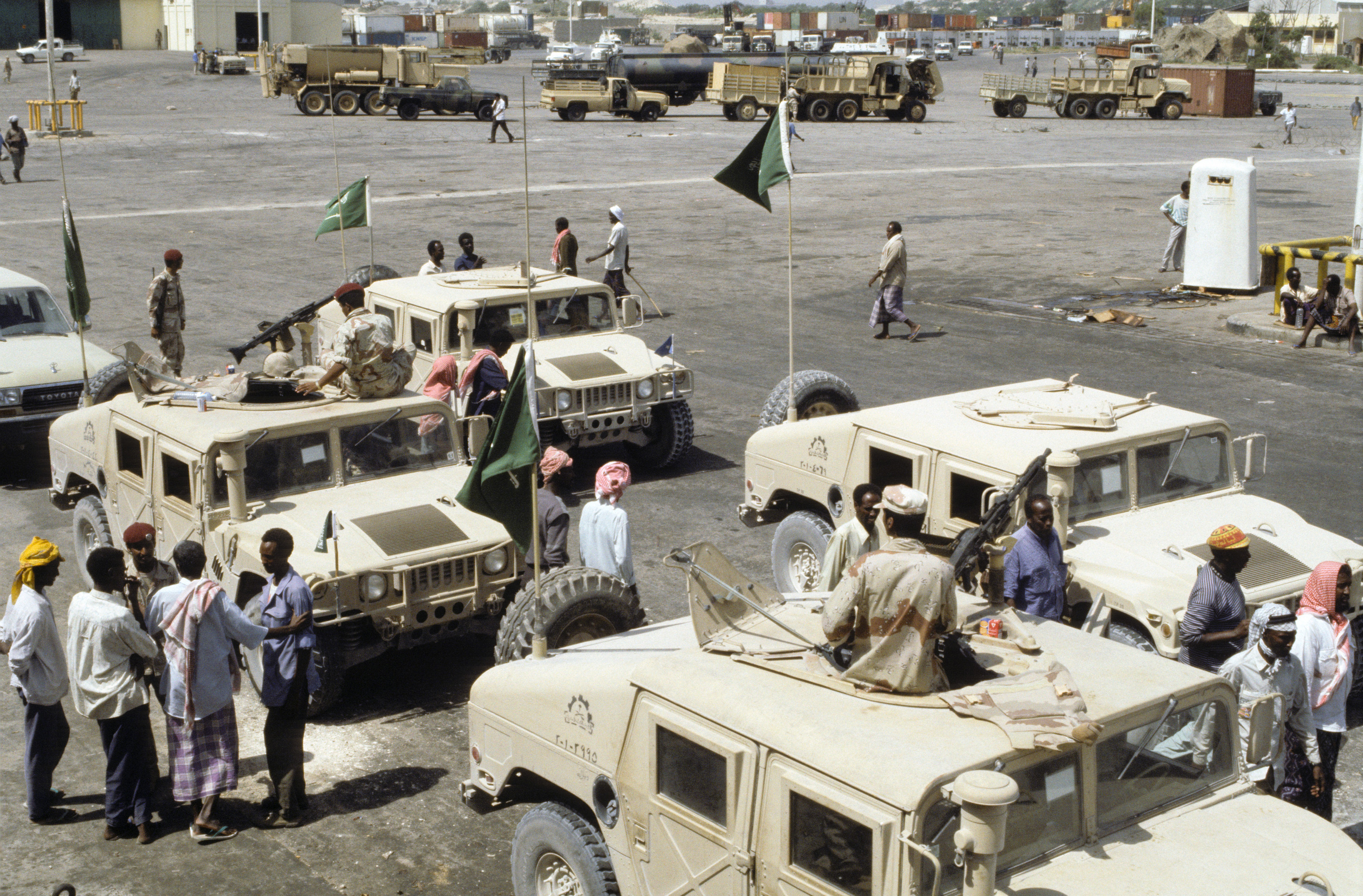
الجيش العربي السعودي في العاصمة الصومالية مقديشو.

انضمت القوات السعودية لتحالف الأمم المتحدة في الحرب الاهلية الصومالية وتحديدا في معركة مقديشو عام 1993.
عملت القوات السعودية في مهمتها لحراسة واستقبال سفن مواد الإغاثة في ميناء العاصمة البحري المقدمة من السعودية وتوزيعها على الشعب الصومالي. وساهمت في مرافقة القوافل الإنسانية والإغاثية التابعة للأمم المتحدة داخل وخارج العاصمة مقديشو، وساهمت كذلك في فتح الطرق المغلقة في العاصمة مقديشو من قبل بعض الفصائل الصومالية، علاوة على توزيع مواد الإغاثة المقدمة من هيئة الإغاثة السعودية الرسمية إلى الشعب الصومالي، مع قيامها بواجباتها في فرض الأمن وحماية نقاط مختلفة وحراستها.

#### التدخل في سوريا
بدأ في 15 مارس\آذار حراك في سوريا عُرف بانتفاضة درعا، توسع في 25 مارس\آذار لتزداد المظاهرات كمًا وانتشارًا في مدن حماة واللاذقية واحياء في دمشق، وكان الرد الأمني من النظام السوري دمويا، وتطورت الأحداث لتدخل سوريا في طور أزمة وحرب أهلية دعمت فيها السعودية المعارضة السورية المسلحة ولعب موقع إيران من الأحداث دورا أساسيا في التحركات السعودية بخصوص سوريا. وأثناء هذه الفوضى دخلت داعش سوريا وقامت باحتلال بعض الأراضي السورية وفي 23 أيلول / سبتمبر 2014: المتحدث باسم وزارة الدفاع الأمريكية (البنتاغون) يؤكد قيام القوات الأمريكية بالتعاون مع دول آخرى باستخدام المقاتلات الحربية وراجمات الصواريخ وصواريخ توماهوك في هجوم ضد داعش على الأراضي السورية. كما نقل عن مسؤولين آخرين مشاركة كل من السعودية والإمارات والأردن والبحرين والمغرب في الهجوم. إنضمت السعودية للتحالف الدولي ضد داعش ب4 مقاتلات إف15 وقامت القوات السعودية بقصف داعش حتى أصبحت السعودية والولايات المتحدة أكثر الدول قصفا لداعش منذ بدء العمليات العسكرية. أيضا قامت السعودية بتدريب المعارضة السورية.

### العمليات العسكرية ضد الحوثيين

#### حرب الخوبة

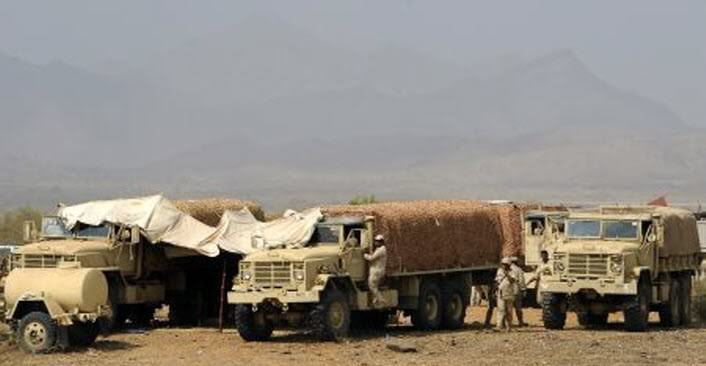
آليات شحن من نوع M923 خاصة بالجيش العربي السعودي في منطقة جازان في نوفمبر 2009 م

في 3 نوفمبر 2009م قامت قوات الحوثيين باعتداء على المملكة، وبدؤوا في التسلل بين الحدود اليمنية والسعودية بمركز الخوبة التابع لجازان وقد كشفت قوات حرس الحدود السعودي ذلك التسلل البري في جبل دخان بقرية الخوبة، وأرسلت فرقة من حرس الحدود لطردهم. واشتبكت قوات حرس الحدود حينها مع المسلحين الحوثيين في القرية، حيث أطلق المسلحون النار على قوات حرس الحدود وأهل القرية، وأعلنت القوات السعودية حربها على الحوثيين.

#### عملية عاصفة الحزم

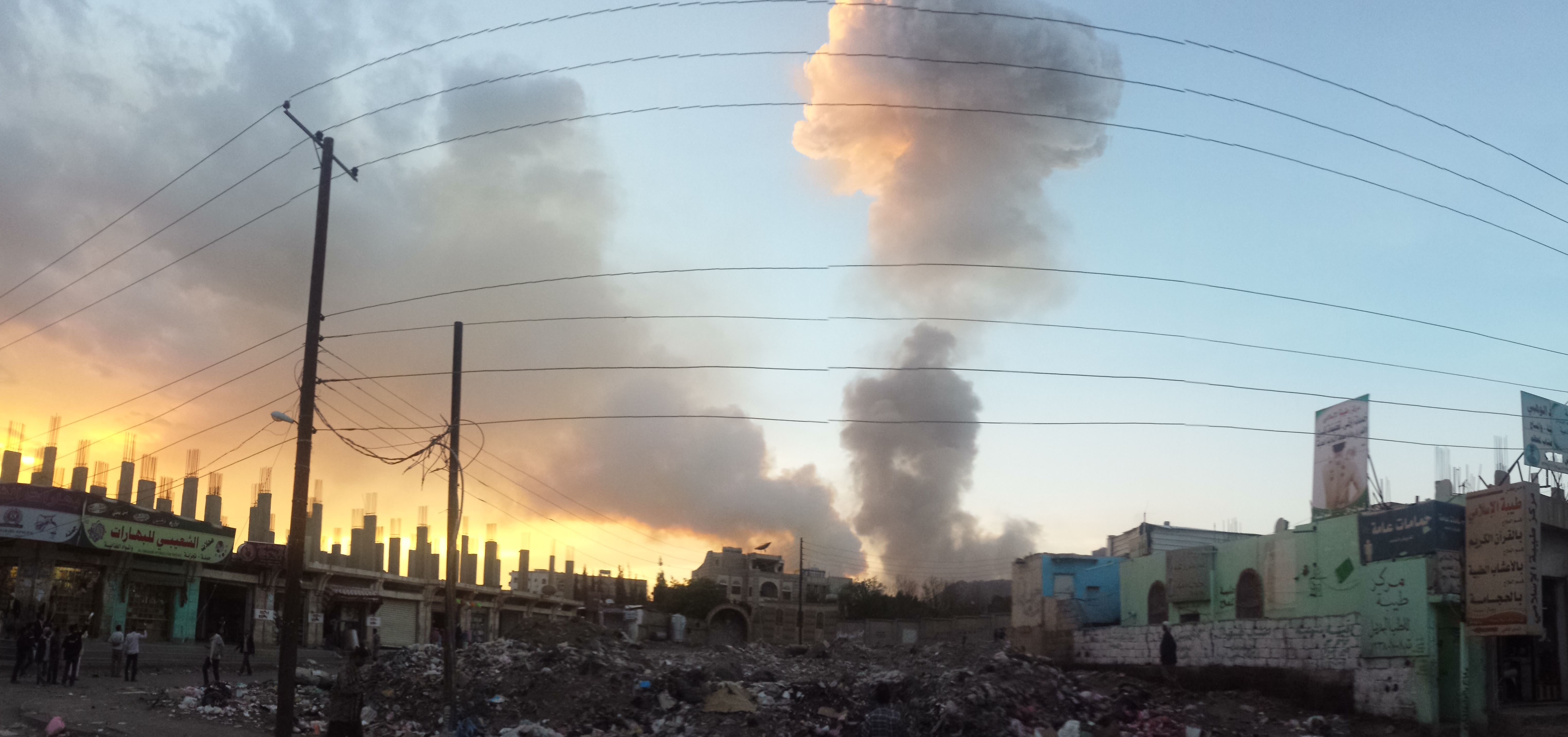
غارة جوية على مخازن الصواريخ والأسلحة في جبل نقم شرق صنعاء 11 مايو 2015.

قامت المملكة العربية السعودية بقيادة  تحالف عربي مكون من تسعة دول عربية ضد جماعة «أنصار الله» (الحوثيون) والقوات الموالية لهم ولعلي عبد الله صالح. بدأت في الساعة الثانية صباحًا بتوقيت السعودية من يوم الخميس 5 جمادى الثانية 1436 هـ - 26 مارس 2015، وذلك عندما قامت القوات الجوية الملكية السعودية بقصف جوي كثيف على المواقع التابعة لمسلحي جماعة أنصار الله والقوات التابعة لصالح في اليمن. وتعتبر عاصفة الحزم إعلان بداية العمليات العسكرية بقيادة القوات المسلحة السعودية في اليمن. عملية عاصفة الحزم تم فيها السيطرة على أجواء اليمن خلال 15 دقيقة الأولى. وتدمير الدفاعات الجوية ونظم الاتصالات العسكرية خلال الساعة الأولى من العملية. وأعلنت السعودية بأن الأجواء اليمنية منطقة محظورة. وحذرت من الاقتراب من الموانئ اليمنية. وكانت السعودية وعلى لسان وزير دفاعها قد حذرت قبل شن عمليات عاصفة الحزم من عواقب التحرك نحو عدن، وجاءت العمليات بعد طلب تقدم به الرئيس اليمني عبد ربه منصور هادي لإيقاف الحوثيين الذين بدأوا هجومًا واسعًا على المحافظات الجنوبية، وأصبحوا على وشك الاستيلاء على مدينة عدن، التي انتقل إليها الرئيس هادي بعد انقلاب 2014 في اليمن.
أعلنت قيادة التحالف نهاية عملية عاصفة الحزم في 21 أبريل 2015، وبدء «عملية إعادة الأمل». وجاء ذلك بعد إعلان وزارة الدفاع السعودية أن عاصفة الحزم أزالت التهديدات الموجهة إلى المملكة، بعد أن تمكنت من تدمير الأسلحة الثقيلة والصواريخ الباليستية .

#### عملية إعادة الأمل
بعد أن أعلنت قيادة التحالف عن انتهاء عملية عاصفة الحزم في اليمن، بدأ استئناف العملية السياسية وفق قرار مجلس الأمن الدولي رقم 2216 والمبادرة الخليجية ومخرجات مؤتمر الحوار الوطني اليمني. واستمرار حماية المدنيين من الحوثيين، أو في حال قيامهم بأعمال مماثلة لما قاموا به قبل عملية عاصفة الحزم، ومكافحة الإرهاب، وتيسير إجلاء الرعايا الأجانب، وتكثيف المساعدة الإغاثية والطبية للشعب اليمني في المناطق المتضررة، وإفساح المجال للجهود الدولية لتقديم المساعدات الإنسانية، والتصدي للتحركات والعمليات العسكرية للميليشيات الحوثية ومن تحالف معها، ومنعها من التحرك داخل اليمن، أو محاولة التغيير على أرض الواقع، وعدم تمكينها من استخدام الأسلحة المنهوبة من المعسكرات أو المهربة من الخارج، واستمرار فرض الحظر الجوي والبري والقيام بأعمال التفتيش لمنع تسليح الحوثيين تنفيذًا لقرار الأمم المتحدة.

#### السهم الذهبي
بدأت قوات التحالف منذ 14 يوليو بعملية برية في عدن أطلق عليها اسم «عملية السهم الذهبي»، حيث يشارك 1500 جندي يمني تدربوا في السعودية والإمارات في القتال الميداني، بغطاء بحري وجوي من التحالف، بالإضافة إلى 2800 جندي إماراتي وسعودي، لدعم مسلحي المقاومة الشعبية في المدينة. ودخلت تلك القوات عن طريق البحر مدعومة بمئات العربات المدرعة الإماراتية من نوع النمر ومن نوع أوشكوش إم-أي تي في ودبابات من نوع إم1 أبرامز ولوكلير التي قدمتها السعودية والإمارات العربية المتحدة، ففي 14 يوليو، تدفّقت 75 مركبةً مقاومة للألغام ومحمية من الكمائن وتضمّ نحو 600 جندي من الحدود الخارجية الغربية لعدن الصغرى واستولت على مرسى جديد في «رأس عمران»، ثم توجهت نحو الشمال الشرقي لتستولي على أنظمة الطرقات شمال مدينة عدن. وتمّ نقل 95 «مركبةً إضافية مقاومة للألغام ومحمية من الكمائن» مع 300 جندي عبر ميناء عدن إلى كريتر لتحرير «مطار عدن الدولي» والمدينة ونجحوا بنقل المعارك من عدن إلى الجوف وتعز.

## افرع القوات العسكرية

### القوات المسلحة السعودية

الأمير منصور بن عبدالعزيز أول وزير دفاع

القوات المسلحة الملكية السعودية هي القوات التابعة لوزارة الدفاع
رئيس هيئة الأركان العامة هو الفريق أول ركن فياض حامد الرويلي،
ونائب رئيس هيئة الأركان العامة هو الفريق الركن مطلق بن سالم الأزيمع،
وتعتبر وزارة الدفاع هي القيادة العليا للقوات المسلحة.
بلغ تعداد القوات المسلحة السعودية 142 ألفا وخمسمائة جندي، منهم 110 ألفا بالقوات البرية وعشرون ألفا بالقوات الجوية.و13 ألفا وخمسمائة بالقوات البحرية، و16 ألف فرد بالدفاع الجوي و2500 فرد بالصواريخ الإستراتيجية، ويقدر تعداد قوات الاحتياط العاملة بنحو 255 ألف شخص.
وتملك القوات المسلحة 1210 دبابات، و5472 عربة مدرعة مقاتلة، و524 مدفعا ذاتي الحركة، و432 مدفعا مجرورا، و322 راجمة صواريخ متعددة القذائف.
ويضم سلاح الجو 155 مقاتلة اعتراضية، و236 طائرة هجومية ثابتة الجناح، و187 طائرة نقل و168 طائرة تدريب، و200 مروحية، وأما القوات البحرية، فيتكون من 55 قطعة بحرية، من بينها سبع فرقاطات.

#### افرع القوات المسلحة
- القوات البرية الملكية السعودية

الجَيْشُ العَرَبِيَّ السُّعُودِيَّ أو رسمياَ القُوَّات البَرِّيَّة الـمَلَكِيَّة السُّعُودِيَّة من أكبر وأقدم فروع خدمة القوات المسلحة السعودية وواحدة من أركان الحرب العامة ضمن وزارة الدفاع، وهي القوة المعنية بشؤون العمليات العسكرية البرية، والمكلفة حسب المهام المعلنة لها بالدفاع عن أراضي المملكة، ومصالحها من التهديدات الخارجية.
- القوات الجوية الملكية السعودية

القوات الجوية الملكية السعودية إحدى القوات الرئيسية التي تشكل القوات المسلحة للمملكة العربية السعودية. وتقوم القوات الجوية بعمليات الإسناد بالإمدادات للقوات البرية، والقيام بعمليات البحث والإنقاذ في السلم والحرب وإخلاء الجرحى عن طريق الجو، ونقل القوات المحمولة جواً وتمويناتها إلى منطقة الهدف، والقيام بعمليات استخباراتية، والمحافظة على المكتسبات الوطنية بحماية أجواء السعودية من أي اعتداء. إضافة إلى مساهمتها بشكل كبير مع مختلف قطاعات الدولة بفاعلية أثناء الكوارث الطبيعية حيث يسند لها العديد من الأعمال، كذلك قيامها بدور إنساني مهم في مجال إخلاء المرضى والمصابين، عند تعذر وسائل النقل الأخرى من الوصول إليهم. كما تنقل طائرات النقل المعونات التي تساهم بها السعودية للدول عند حدوث الأزمات، كما تساهم بدور مهم في نقل كبار الشخصيات من مدنيين وعسكريين على طائراتها المجهزة لهذا الغرض، علاوة على رحلات البريد اليومية لطائرات النقل التي يستفيد منها جميع منسوبي القوات العسكرية وعائلاتهم، في التنقل داخل السعودية مجاناً.
- القوات البحرية الملكية السعودية

القوات البحرية الملكية السعودية هي الذراع البحري في القوات المسلحة الواقعة تحت إدارة وزارة دفاع المملكة العربية السعودية، وهي المعنية بشؤون العمليات العسكرية البحرية، والمكلفة بتأمين الحدود البحرية ومراقبة حركة السفن وحماية المصالح والمنشأت الاقتصادية في عرض البحر وتطهير كافة الممرات المؤدية من وإلى الموانئ وعلى امتداد سواحل المملكة، وكذا مياه بعض دول الخليج العربية. ويتخرج ضباط هذا الفرع من الكلية الملكية البحرية في مدينة الجبيل.
- قوات الدفاع الجوي الملكي السعودي

قُوّات الدِفَّاع الجوّي المَلكِيَّ السُّعُوديَّ هي فرع خدمة الدفاع الجوي للقوات المسلحة الملكية وواحدة من أركان الحرب العامة النِظامية بوزارة الدفاع السعودية. وهي القوة العسكرية المعنية بتأمين الحماية التامة لأجواء المملكة العربية السعودية، بالإشتراك مع القوات الجوية الملكية، وذلك باستخدام أرقى ما توصلت إليه التقنية الحديثة من الوسائل القادرة على إزالة خطر الطائرات المهاجمة والصواريخ المعادية عن كافة المناطق الحيوية والنقاط الحساسة التي تمثل مصادر الثروة ومختلف مراكز الإنتاج في البلاد. وتعد أنظمة قوات الدفاع الجوي السعودي من أعقد أنظمة الدفاع الجوي في منطقة الشرق الأوسط والعالم الإسلامي.
- قوة الصواريخ الاستراتيجية الملكية السعودية

قُوَّة الصَّواريخ الاسْتِراتِيجيَّة هي فرع خدمة الدفاع الصاروخي والجناح العسكري الملكي الأحدث للقوات المسلحة السعودية، وتعد واحدة من أركان الحرب العامة المعنية بإستيعاب كل ما من شأنه تعزيز قدرة الصواريخ الاستراتيجية لتحقيق الردع ضد أي تهديد قد يمس مقدسات ومقدرات المملكة العربية السعودية. يتم تخريج ضباط هذا الفرع من الكلية الملكية للدفاع الجوي بمحافظة الطائف، ويشغل قيادة القوة في الوقت الراهن الفريق الركن جار الله العلويط.

### الحرس الوطني السعودي

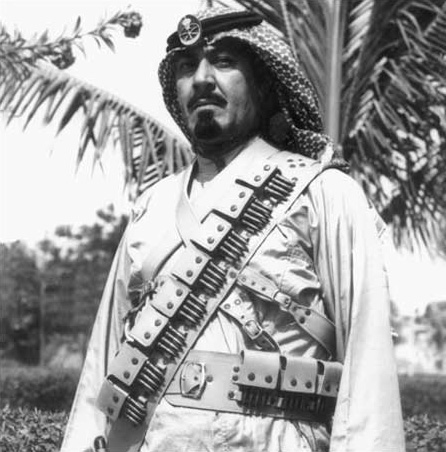
الأمير عبد الله بن عبد العزيز رئيس الحرس الوطني سابقاَ

الحرس الوطني السعودي التابع لوزارة الحرس الوطني وهي أحد الوزارات العسكرية في السعودية وطبيعة عملها هو مساندة القوات المسلحة بوزارة الدفاع أثناء الحرب مع عدو خارجي ومساندة قوات الأمن الداخلي عند اختلال الأمن الداخلي والسلم الاهلي ومكافحة الإرهاب والمنظمات الإرهابية.
يحوي الحرس الوطني العديد من الوحدات من مختلف التخصصات كالمشاة والمشاة الآلية والأمن الخاص والإشارة والمدفعية والاستطلاع والشرطة العسكرية والامداد والتموين والإطفاء وإدارة مكافحة المخدرات والدوريات الأمنية ومرافق للتدريب ككليه القيادة والأركان بالحرس الوطني وكلية الملك خالد العسكرية ومدارس الحرس الوطني العسكرية (مدرسة المشاة ومدرسة الأمن الداخلي والقوات الخاصة، ومدرسة اللغة الإنجليزية) ومدرسة سلاح الإشارة ومراكز التدريب (الرياض - الدمام - جدة).

### حرس الحدود السعودي
المديرية العامة لقوات حرس الحدود من أقدم الأجهزة الأمنية التي تتبع لوزارة الداخلية. ويتولى جانباً إلى جنب مع بقية الأجهزة الأمنية ب وزارة الداخلية الأخرى، القيام بدور مهم وفعال، ضمن منظومة الأمن الذي تعيشه المملكة العربية السعودية. وهو يعتبر بمثابة الحصن المنيع والدرع الواقي لبلد تتسع مساحته الـجغرافية وتتعدد حـدوده مع الـدول المجاورة. كما تعد المديرية العامة لحرس الحدود أحد أهم الأسلحة الهامة في القوات العسكرية السعودية ومهمته الأساسية حمايـة الـحدود البرية والبحرية من الاختراق غير المشـروع وكذلك منع عمليات التسلل والتهريب غير المشـروع للبضائع والممنوعات مثل الـمخدرات والأسلحـة وغيرها. مدير عام قوات حرس الـحدود الحالي هو الفريق البحري / عواد بن عيد البلوي.
يأتي «حرس الـحدود» من أوائل القوات العسكرية التي تم استحداثها، وكانت بداية انطلاقتها وممارسة مهامها في الأحساء بـالمنطقة الشرقية عندما استردها الملك عبد العزيز آل سـعود، وقد تأسست في العاشر من شهر رجب عام 1331 هـ / 1 يونيو 1913 بمسمى مصلحـة خفر الـسواحل، وأقيمت مراكز ودوريات للمراقبة البحرية والبرية، على ساحل الخليج العربي في الـمنطقة الشرقية. وفي عام 1344 هـ / 1926 بدأت أعمال الدوريات على ساحل البحر الأحمر لمنع التهريب والتسلل، وكذلك أعمال استقبال السفن وإنهاء إجراءات معاملاتها في الموانئ والمرافئ واستيفاء رسوها، ولم تكن هناك روابط بين هذه الدوائر التي تؤدي أعمال الدوريات، أو تلك التي تؤدي أعمال الخدمات، لكن في عام 1347 هـ / 1928 وُحدت الدوائر المسؤولة عن أعمال الدوريات والموانئ والمرافئ على ساحل البحر الأحمر، تحت قيادة واحدة باسم (مصلحـة خفر الـسواحل بـجدة). وبدأت المصلحة في إنشاء عددٍ من المراكز على طول الساحل، كما صدر نظام مديرية «مصلحـة خفر الـسواحل» في عام 1353 هـ / 1934. وفي عام 1355 هـ / 1936 وُحدت الدّوريات البحرية والبرية في الـمنطقة الشرقية، تحت قيادة واحدة وقد سُميت (خفر السواحل).

### الحرس الملكي السعودي
رئاسة الحرس الملكي السعودي هي المكلفة بتأمين الحراسة للملك وولولي العهد وولولي ولي العهد وكبار الشخصيات من ضيوف الدولة وكافة القصور والدواوين والضيافات الملكية وكافة المناسبات التي يرعاها الملك وولي العهد وولي ولي العهد وتم تحويل قيادة الحرس الملكي إلى رئاسة بعد نقل اللواء الخاص من الحرس الوطني (مكلف بحراسة عبد الله بن عبد العزيز آل سعود عندما كان ولياً للعهد ودمجه بالحرس الملكي وتم فصل الحرس الملكي عن وزارة الدفاع وأصبح قطاعاً مستقلاً وبميزانية مستقلة وتم توحيد اللباس والتجهيزات وأصبح رئيس الحرس الملكي مرتبطاً ارتباطاً مباشراً بالملك (يتكون اللباس من نموذجين وهي غطاء الرأس (البرية) الأخضر والبنطلون الأخضر الداكن والقميص الأخضر الفاتح والشتوي القميص الأخضر الغامق والنموذج الثاني البدلة الميدانية السوداء وغطاء الرأس (البرية) الأسود وذلك لوحدة مكافحة الإرهاب وكتيبة الحماية والتعزيز ووحدات الحماية اللصيقة للملك وولي العهد وكبار الضيوف من الملوك وروؤساء الدول).
ترتبط رئاسة الحرس الملكي بالملك السعودي ارتباطاً مباشراً.

### أمن الدولة السعودي
رئاسة أمن الدولة هي مؤسسة أمنية وإستخباراتية سيادية في المملكة العربية السعودية، أنشئت بأمر ملكي من العاهل السعودي الملك سلمان بن عبدالعزيز آل سعود في 20 يوليو 2017، وترتبط بمجلس الوزراء وتعنى بكل ما يتعلق بأمن الدولة. وتتبع لها كل من المديرية العامة للمباحث وقوات الأمن الخاصة وقوات الطوارئ الخاصة وطيران الأمن والإدارة العامة للشؤون الفنية ومركز المعلومات الوطني. وتتعاون الأجهزة الأمنية التابعة لوزارة الداخلية ورئاسة أمن الدولة فيما بينهما بما يكفل الدعم اللازم بما في ذلك الإسناد الميداني. ورئيس رئاسة أمن الدولة حاليا هو معالي الفريق أول عبد العزيز محمد الهويريني رئيس أمن الدولة عضو في مجلس الشؤون السياسية والأمنية.

#### الأفرع العسكرية في أمن الدولة
- قوات الطوارئ الخاصة

قوات الطوارئ الخاصة تُستخدم قوات الطوارئ في عمليات حفظ النظام كتفريق المظاهرات، وإنقاذ الرهائن والمخطوفين ومقاومة الاعتصام ومكافحة شتى أنواع الإرهاب والتخريب اللذين يعرضان السلامة العامة للخطر، كما تقوم قوات الطوارئ الخاصة بأي مهمات أخرى تكلف بها كإسناد قوات الشرطة في مختلف مناطق المملكة عند الضرورة. وتساهم مع غيرها من القوات شبه العسكرية الأخرى في سبيل المحافظة على النظام وخصوصا في موسم الحج.
- قوات الأمن الخاصة

قوات الأمن الخاصة إحدى فروع رئاسة أمن الدولة والتي لها مهامها وأدوارها المنوطة بها كفرقة أمنية خاصة توكل لها مهام أمنية معينة. وبدأت هذه الفرقة كشرطة احتياطية ذات تقنية تدريبية عالية. وقبل أكثر من عقد من الزمن تحولت إلى قوة أمن خاصة سميت قوات الأمن الخاص. ولهذه القوات عدة مهام من أهمها حماية بعض السفارات السعودية في الخارج حيث أوكل شأن حمايتها إلى هذه القوات بعد أن كانت ضمن مهام الأمن العام. وفي الآونة الأخيرة تم تسليم حماية هذه السفارات إلى قوات الأمن الخاصة كمهمة إضافية لما تقوم به داخل المملكة. وتتبع هذه القوات وحدة المتفجرات التي من مهامها الكشف عن المتفجرات وإبطالها في المواقع المهمة مثل الوزارات والقصور ومقر إمارات المناطق. كما تتبع لهذه القوات وحدة أمن الشخصيات، ومن مهامها حماية الشخصيات من أمراء المناطق ومسؤولي وزارة الداخلية. ومن ضمن القوات الخاصة وحدة الاقتحام، وهي وحدة خاصة لا يلتحق بها سوى أبرز العناصر الأمنية من ضباط وأفراد.

### رئاسة الاستخبارات العامة
رئاسة الاستخبارات العامة السعودية هي هيئة حكومية تعني بالمعلومات الاستخباراتية في المملكة العربية السعودية ويتولى رئاستها معالي الفريق خالد الحميدان ونائبه اللواء ركن أحمد بن حسن عسيري، وتعد رئاسة الاستخبارات العامة في المملكة العربية السعودية أحد المؤسسات الأمنية السيادية التي تهدف بالدرجة الأولى إلى توفير الأمن والاستقرار، وتعمل على المحافظة على مكتسبات الوطن والمواطن داخل المملكة وخارجها. وهي تكوين إداري له هيكل تنظيمي محدد، وله مجموعة أهداف وإستراتيجيات واضحة يسعى إلى تحقيقها وفق مبادئ وأسس ثابتة تتوافق في مضمونها ومحتواها مع الثوابت التي تقوم عليها المملكة العربية السعودية.

#### الفرع العسكري في الاستخبارات
- وحدة الأمن الخاص

وحدة الأمن الخاص أو وحدة الصقور هي قوات خاصة تابعة للإستخبارات العامة، تم تدشينها في معهد رئاسة الاستخبارات في المزاحمية عام 2010، بحضور رئيس الاستخبارات العامة، مقرن بن عبد العزيز آل سعود، وكبار المسؤولين بالرئاسة، وكبار القادة العسكريين والأمنيين من بينهم الأمير اللواء الركن خالد بن بندر بن عبد العزيز آل سعود نائب قائد القوات البرية، والأمير اللواء فهد بن تركي الثاني بن عبد العزيز آل سعود قائد وحدات الأمن الخاص والمظليين واللواء الركن سعد الماجد قائد قوات أمن المنشآت بوزارة الداخلية.

## القادة
- القائد الاعلى لكافة القوات العسكرية ملك المملكة العربية السعودية الملك سلمان بن عبد العزيز آل سعود
  - وزير الدفاع الأمير خالد بن سلمان بن عبد العزيز آل سعود[122]
  - وزير الحرس الوطني الأمير عبد الله بن بندر بن عبد العزيز آل سعود
  - وزير الداخلية الأمير عبد العزيز بن سعود بن نايف آل سعود
  - رئيس الحرس الملكي فريق أول سهيل بن صقر المطيري
  - رئيس أمن الدولة عبد العزيز بن محمد الهويريني
  - رئيس الأستخبارات العامة الفريق خالد بن علي الحميدان

## أعلام ورايات القوات العسكرية

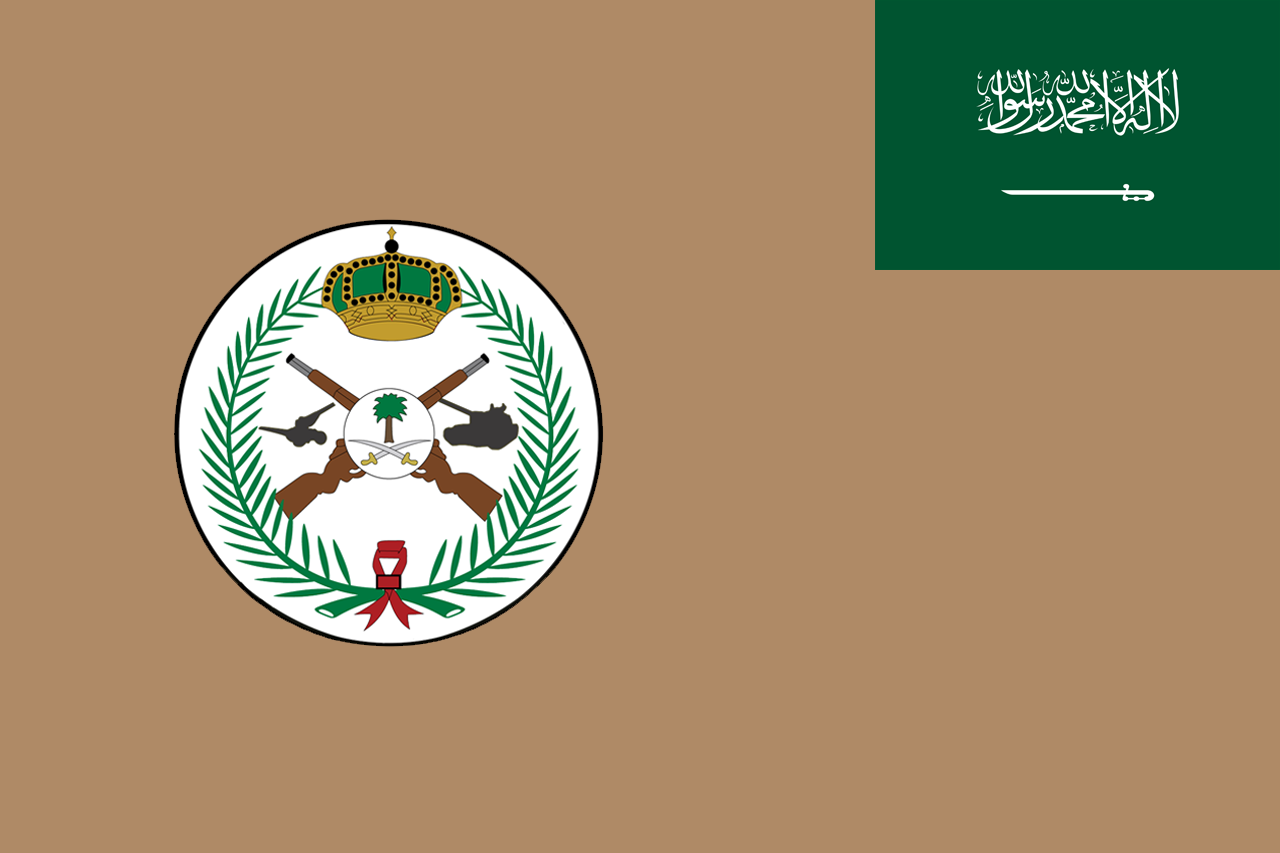
علم القوات البرية الملكية السعودية (نسبة: 2:3)
علم القوات الجوية الملكية السعودية (نسبة: 2:3)
علم القوات البحرية الملكية السعودية (نسبة: 2:3)
علم الدفاع الجوي الملكي السعودي (نسبة: 2:3)
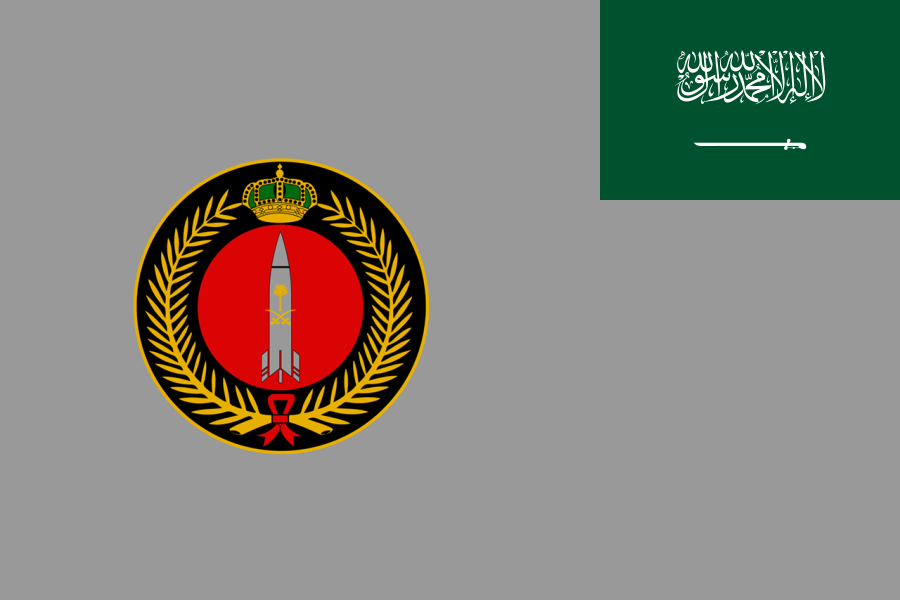
علم قوة الصواريخ الاستراتيجية (نسبة: 2:3)

## الزي واللباس العسكري
هنالك زيّان للأمن العام في المملكة العربية السعودية
1- اللون البني ويحتوي كل من البنطال والبدلة والقبوع باللون البني والبريهه تكون بالاسود وتكون الرتبة باللون الاخضر وهو اللبس الرسمي لأغلب قطاعات الأمن العام مثل المرور وأمن الطرق والشرطة
2- اللون الاسود ويحتوي كل من البنطال والبدلة والقبوع والبريهه باللون الاسود وتكون الرتبة باللون الابيض وهو اللبس الرسمي للدوريات الأمنية

## الرتب العسكرية
جندي
جندي أول
عريف
وكيل رقيب
رقيب
رقيب أول
رئيس رقباء
ملازم
ملازم أول
نقيب
رائد
مقدم
عقيد
عميد
لواء
فريق
فريق أول

## وصلات خارجية
- الموقع الرسمي لوزارة الدفاع السعودية
- الموقع الرسمي لوزارة الحرس الوطني السعودي
- الموقع الرسمي لوزارة الداخلية السعودية
- الموقع الرسمي لرئاسة الحرس الملكي السعودي
- الموقع الرسمي لرئاسة الإستخبارات العامة السعودية